# Bolsa de Egipto
La Bolsa de Egipto está ubicada en El Cairo y Alejandría. Fue producto de la fusión entre las Bolsas de Alejandría (creada en 1883) y de El Cairo (creada en 1903).

## Historia
Los orígenes de la Bolsa de Valores de Egipto se remontan a 1883, con la creación del primer mercado de futuros en Alejandría. En 1899, durante el reinado del Jedive Abbas II, la Bolsa se trasladó a unas nuevas instalaciones en la plaza Mohammed Ali, hoy conocida como El Manshiyya. En 1902 se creó el Sindicato de Corredores de Bolsa, estableciendo las primeras normas que regulaban la actividad del mercado de valores.
En 1903, un grupo de inversores y corredores fundó en El Cairo la Compañía Bancaria y de Bolsa de Valores de Egipto como sociedad de responsabilidad limitada. Eligieron el antiguo edificio del Banco Otomano, hoy conocido como Edificio Groppi, en la calle Maghrabi, como su sede. La Unión de Corredores establece las condiciones del mercado, incluidos los criterios de cotización, las reglas de negociación y los mecanismos para resolver disputas entre corredores y manejar quejas públicas
En 1908 apareció en El Cairo una auténtica plataforma comercial, situada frente al consulado francés, donde los inversores podían seguir la actividad del mercado. La primera ley que reguló las bolsas de valores se promulgó el 8 de noviembre de 1909. En 1928, la bolsa de valores se trasladó a su ubicación actual en la calle El Sharifin. Esta nueva sede fue financiada por una empresa fundada por corredores de bolsa, tras el cese de actividades de la antigua empresa.
El mercado de valores egipcio cayó un 6,25% después del inicio de la revolución egipcia de 2011 el 25 de enero. Cerró al final de las operaciones del 27 de enero, después de que el índice de referencia EGX 30 cayera un 16% esa semana en medio de la revuelta. La Bolsa de Valores reabrió el 23 de marzo después de casi ocho semanas de cierre. El mercado cayó otro 8,9% cuando reabrió.

## Índice EGX 30
El índice EGX 30 (anteriormente conocido como índice CASE 30) es un índice diseñado y calculado por la Bolsa de Valores de Egipto, que comenzó a publicar sus datos el 2 de febrero de 2003, a través de proveedores de datos, boletines bursátiles, el sitio web de la bolsa de valores, periódicos, etc. El índice se lanzó inicialmente el 2 de enero de 1998, con un valor base de 1.000 puntos.